# Cigaronggong
Cigaronggong is een bestuurslaag in het regentschap Garut van de provincie West-Java, Indonesië. Cigaronggong telt 1570 inwoners (volkstelling 2010).